# Raión de Husyatyn
Raión de Husiatyn (en ucraniano: Гусятинський район) fue un raión o distrito de Ucrania en el óblast de Ternopil. En la reforma territorial de 2020, su territorio fue incluido en el raión de Chortkiv.
Comprendía una superficie de 1016 km².
La capital era el asentamiento de tipo urbano de Husiatyn.

## Demografía
Según estimación 2010 contaba con una población total de 62812 habitantes.

## Otros datos
El código KOATUU es 6121600000. El código postal 48200 y el prefijo telefónico +380 3557.

## Lugares
- Castillo de Sydoriv